# Phidippus octopunctatus
Phidippus octopunctatus là một loài nhện trong họ Salticidae.
Loài này thuộc chi Phidippus. Phidippus octopunctatus được Elizabeth Maria Gifford Peckham & George William Peckham miêu tả năm 1883.

## Hình ảnh

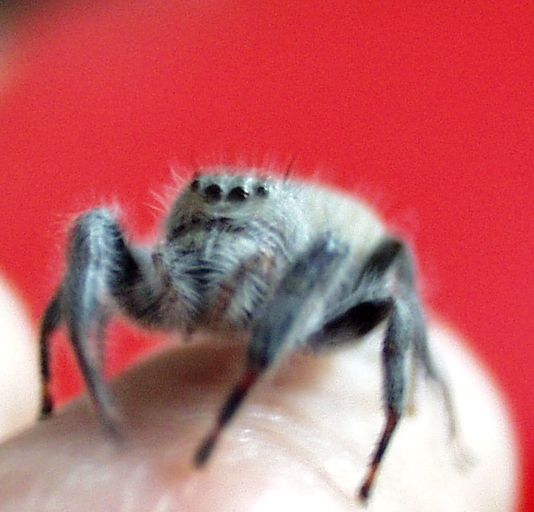
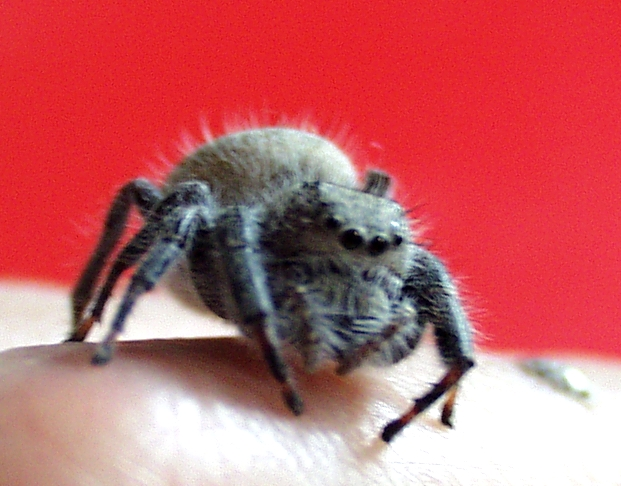